# Armin Hahne
Pour les articles homonymes, voir Hahne.
Armin Hahne, est un pilote automobile allemand né le 10 septembre 1955.

## Biographie
Ayant fait ses premières armes à la fin des années 1970, notamment en Formule 2 européenne, Armin Hahne va débuter en DTM en 1984 et faire quelques apparitions dans ce championnat jusqu'en 1987, mais ce n'est qu'en 1988 qu'il va devenir un pilote régulier de ce championnat : Dès cette saison, il remporte 6 victoires, et termine 3e du championnat. Mais les années suivantes, il ne gagnera plus et ne terminera qu'à quelques reprises sur le podium. Parallèlement, il a remporté le Bathurst 1000 en 1985 et les 24 heures du Nürburgring en 1991.
En 1993 et 1994, il participera à l'ADAC GT Cup, remportant 2 victoires, et terminant vice-champion en 1994. Les deux années suivantes, il va piloter en championnat allemand de super-tourisme, obtenant 2 victoires en 1996. Parallèlement, il participera à quelques éditions du 24 heures du Mans. En 2008, il a terminé 2e des 24 heures du Nürburgring.
Il a pour frères de Bernd et Hubert Hahne, eux aussi pilotes automobiles.

## Résultats aux 24 Heures du Mans
| Année | Team                                     | Voiture         | Coéquipier                | Coéquipier               | Classement |
| ----- | ---------------------------------------- | --------------- | ------------------------- | ------------------------ | ---------- |
| 1993  | Royaume-Uni Tom Walkinshaw Jaguar Racing | Jaguar XJ220    | Royaume-Uni David Leslie  | Royaume-Uni Win Percy    | Abandon    |
| 1994  | Allemagne Kremer Honda Racing            | Honda NSX       | France Christophe Bouchut | Belgique Bertrand Gachot | 14e        |
| 1995  | Japon Honda Motor Co. Ltd.               | Honda NSX GTI   | Italie Ivan Capelli       | Belgique Bertrand Gachot | Abandon    |
| 1997  | Allemagne Schübel Engineering            | Porsche 911 GT1 | Portugal Pedro Lamy       | France Patrice Goueslard | 5e         |